# Лофур сріблястий

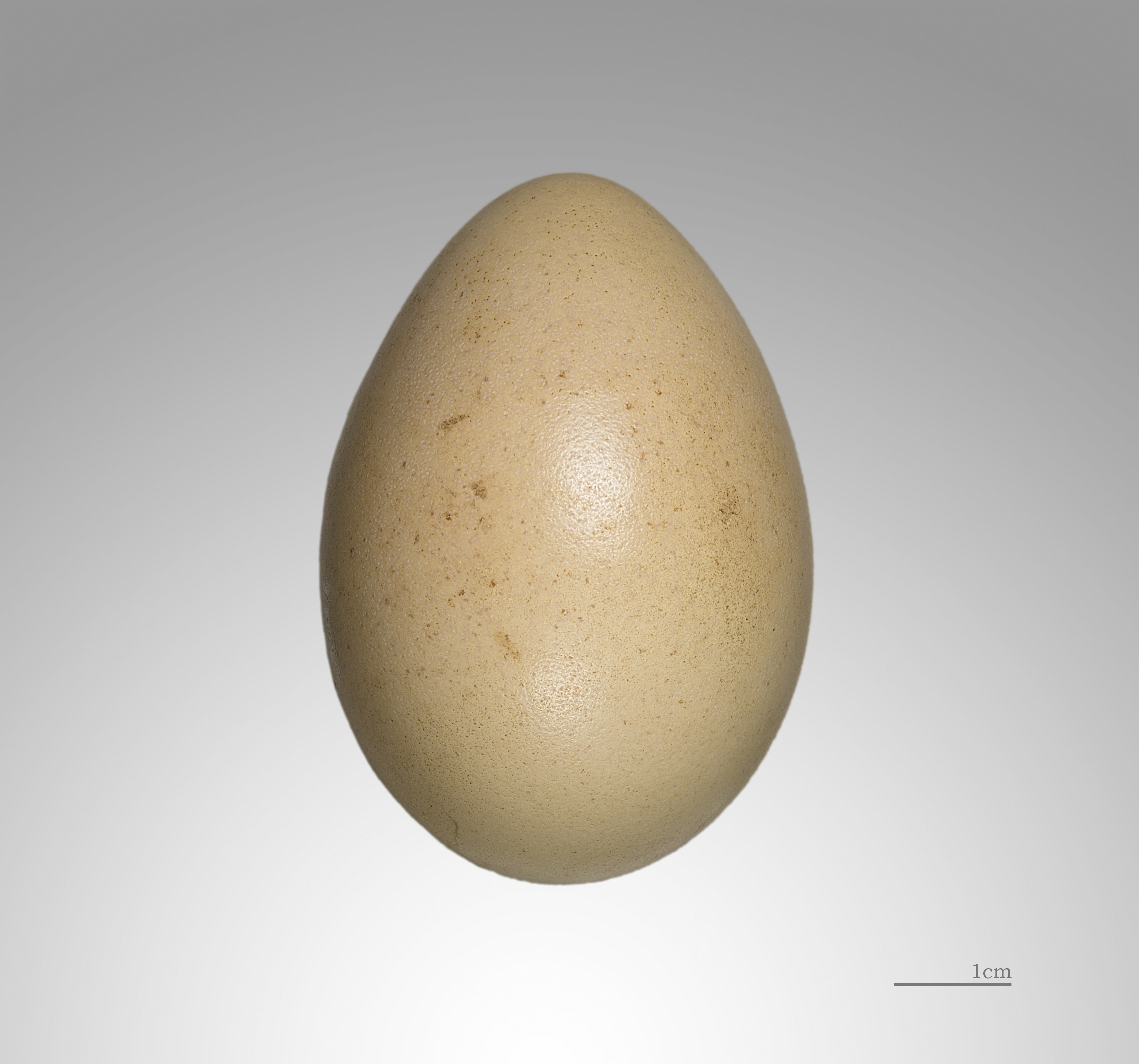
Lophura nycthemera

Лофур сріблястий, або срібний фазан (Lophura nycthemera) — вид птахів родини Фазанових.

## Поширення
Водиться сріблястий фазан на півдні Китаю, сході М'янми і в Індокитаї.

## Опис
Дорослий самець в довжину досягає 90-127 см, а самка — 55-68 см.

## Екологія
Зустріти цього фазана можна на відкритих місцевостях, покритих густою трав'янистою рослинністю. Рідко зустрічається в густому лісі.

### Живлення
У порівнянні з дикими курми, раціон срібного фазана складається зі значного різноманіття рослинних і тваринних кормів, куди входять, комахи, квіткові бутони, трава та листя.

## Підвиди
- Lophura nycthemera annamensis (Ogilvie-Grant, 1906)
- Lophura nycthemera beaulieui Delacour, 1948
- Lophura nycthemera beli (Oustalet, 1898)
- Lophura nycthemera berliozi (Delacour & Jabouille, 1928)
- Lophura nycthemera crawfurdii (J. E. Gray, 1829)
- Lophura nycthemera engelbachi Delacour, 1948
- Lophura nycthemera fokiensis Delacour, 1948
- Lophura nycthemera jonesi (Oates, 1903)
- Lophura nycthemera lewisi (Delacour & Jabouille, 1928)
- Lophura nycthemera lineata (Vigors, 1831)
- Lophura nycthemera nycthemera (Linnaeus, 1758)
- Lophura nycthemera occidentalis Delacour, 1948
- Lophura nycthemera omeiensis Cheng, Chang & Tang, 1964
- Lophura nycthemera ripponi (Sharpe, 1902)
- Lophura nycthemera rongjiangensis Tan & Wu, 1981
- Lophura nycthemera rufipes (Oates, 1898)
- Lophura nycthemera whiteheadi (Ogilvie-Grant, 1899)